# Boisbergues

Boisbergues este o comună în departamentul Somme, Franța. În 1 ianuarie 2022 avea o populație de 66 de locuitori.